# Lithocarpus melataiensis
Lithocarpus melataiensis är en bokväxtart som beskrevs av Julia och Soupadmo. Lithocarpus melataiensis ingår i släktet Lithocarpus och familjen bokväxter. Inga underarter finns listade.